# Adriane Nenê
Adriane dos Santos, conhecida como Adriane Nenê ou Nenê (Ji-Paraná, 20 de julho de 1988), é uma futebolista brasileira que atua como meia ou atacante. Teve passagens por diversos clubes, nacionais e do exterior, tendo conquistado títulos como a Copa do Brasil, pela Ferroviária e pelo Grêmio Osasco Audax/Corinthians, e o Campeonato Brasileiro, pelo Corinthians. Atualmente, joga pela Ferroviária.

## Carreira
Iniciou a carreira no futebol aos 13 anos, em 2006, pelo São Caetano, tendo passagens por diversos clubes nacionais e no estrangeiro FC Gold Pride.
Em novembro de 2013, Adriane deixou a Ferroviária para assinar com as campeãs da Copa Libertadores de 2013, São José, retornando ao clube de Araraquara no ano seguinte, quando conquistou a Copa do Brasil de 2014 sendo autora de dois dos cinco gols de pênaltis que garantiram o título. Também pela Ferroviária, conquistou a Copa Libertadores Feminina em 2015.
No ano seguinte, em 2016, integrou a equipe da parceria entre Grêmio Osasco Audax/Corinthians para a disputa do Campeonato Brasileiro. Nessa temporada, conquistou a Copa do Brasil.
Permaneceu no Corinthians até 2018, ano em que conquistou o título do Campeonato Brasileiro.
Pela Seleção Brasileira principal, foi convocada pela primeira vez em 2015, para a participação em amistosos na França. Acumulou diversas participações, estando também listada na primeira convocação da ex-técnica Emily Lima voltada à competição do Torneio Internacional de Manaus, em 2016, conquistada pelo time brasileiro.

## Títulos
Nenê conquistou ao longo de sua carreira, até o momento, cinco títulos expressivos dos principais campeonatos nacionais e uma Libertadores da América.
Ferroviária
- Copa do Brasil: 2014
- Campeonato Brasileiro: 2014
- Libertadores: 2015

Grêmio Osasco Audax/Corinthians
- Copa do Brasil: 2016

Corinthians
- Campeonato Brasileiro: 2018